# Xantogen-forbindelse
En xantogen-forbindelse er en organisk svovlforbindelse der blev opdaget i 1823 af den danske kemiker Zeise (1789-1847).
| Kemi | Spire Denne artikel om kemi er en spire som bør udbygges. Du er velkommen til at hjælpe Wikipedia ved at udvide den. |